# إلياس النهاشي
إلياس النهاشي (بالإنجليزية: Ilias Ennahachi)؛ (بالأمازيغية: ⵉⵍⵉⴰⵙ ⴻⵏⴰⵀⴰⵛⵀⵉ) من مواليد 15 مايو 1996 في هولندا. هو ملاكم كيك بوكسينغ هولندي أمازيغي مغربي من فئة الوزن الخفيف.

## السيرة الذاتية
ولد إلياس النهاشي في أترخت بهولندا من أبوين مغربيين يعود أصلهما إلى القبيلة لأمازيغية جزناية بالقرب من مدينة تازة بالمغرب.
مثل والده، بدأ ممارسة الكيك بوكسينغ في سن الحادية عشرة من عمره.
خاض نزاله الأول بعد شهرين فقط من بداية تدريبه. في نفس الوقت، كان يلعب في نادٍ لكرة القدم و بفضل مهاراته الكروية تم استدعاؤه من قبل النادي الهولندي ناك بريدا.
في عمر مبكر، وقع إلياس أول عقد له مع منظمة إنفيوجن (بالإنجليزية: Enfusion) العالمية. في عام 2016 تمكن بالفوز بلقب بطل العالم ثم وقع عقدا مع بطولة ون (بالإنجليزية: ONE Championship) سنة 2019.
في نفس السنة، تمكن بالفوز بلقب بطل العالم في المنظمة.
في 26 فبراير 2021، توج بطل العالم في بطولة ون للمرة الثانية على التوالي بعد فوزه على التايلاندي سوبرليك كياتموكاو (بالإنجليزية: Superlek Kiatamuu) في سنغافورة.
صنفته Combat Press رابعا على مستوى العالم. كما صنفنه الثاني عالميا في فئة وزن الديك بين سبتمبر 2020 ويوليو 2021.

## حياته الشخصية
كان مهندس تهوية.
ينحدر من نفس القبيلة لأمازيغية التي ينحدر منها الملاكم الأمازيغي المغربي نبيل حريولي.

## الجوائز
- 2016 : بطل العالم BLADE في وزن 61kg-
- 2016 : بطل العالم Enfusion في وزن 60kg-[9]
- 2018 : بطل العالم Fighting League في وزن 63kg-
- 2019 : بطل العالم ONE Flyweight[10]
- 2021 : بطل العالم ONE Flyweight[11]

## امتياز
- 2020 : الحائز على جائزة أترخت الرياضية.[12]